# Chi Sâm hoàn dương
Chi Sâm hoàn dương, còn gọi là Hoàng nương hay Cải đồng (Crepis) là một chi thực vật có hoa trong họ Cúc (Asteraceae). Tên gọi Hoàng nương còn được dùng cho chi Youngia cùng họ.

## Loài
Chi Crepis gồm các loài:

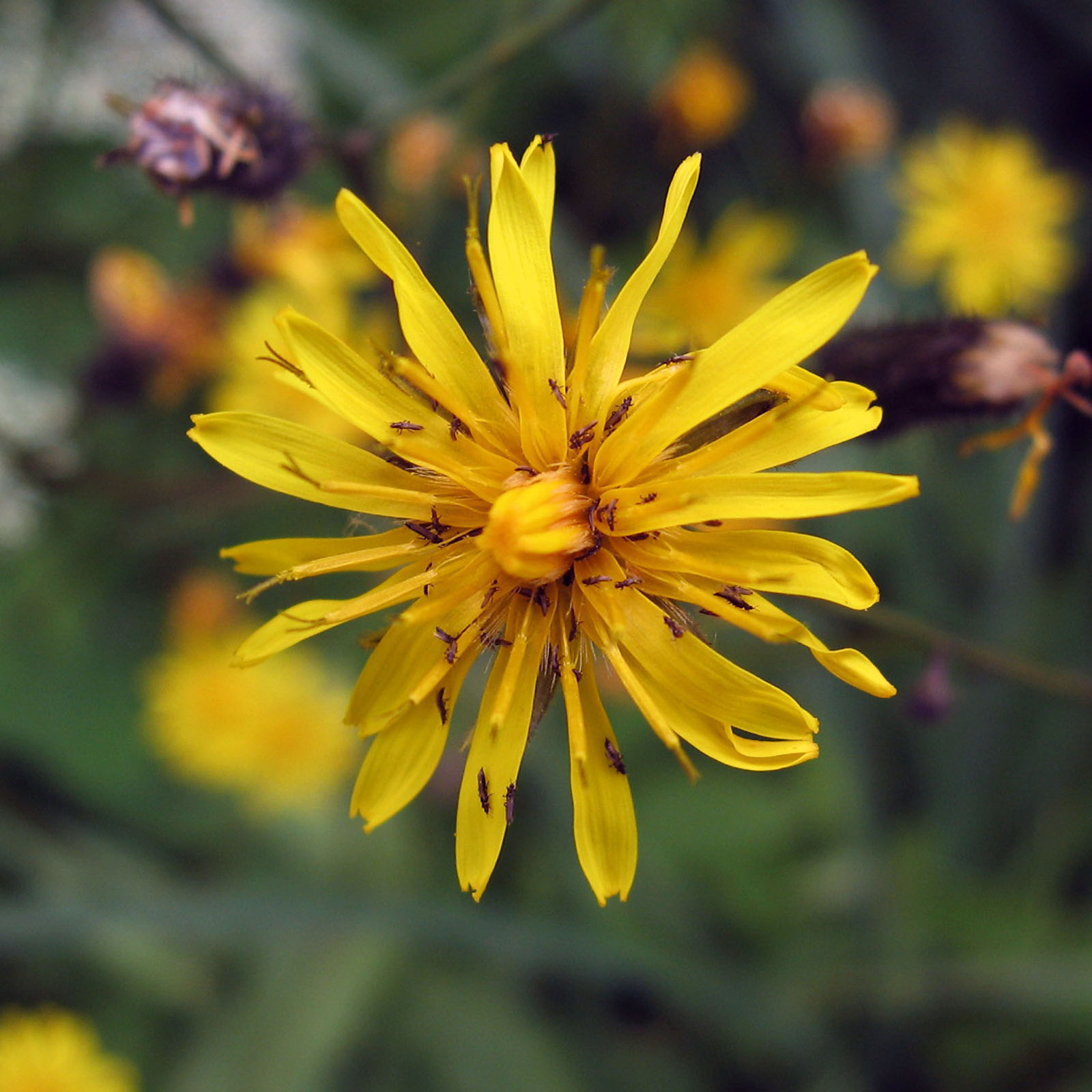
Crepis tectorum

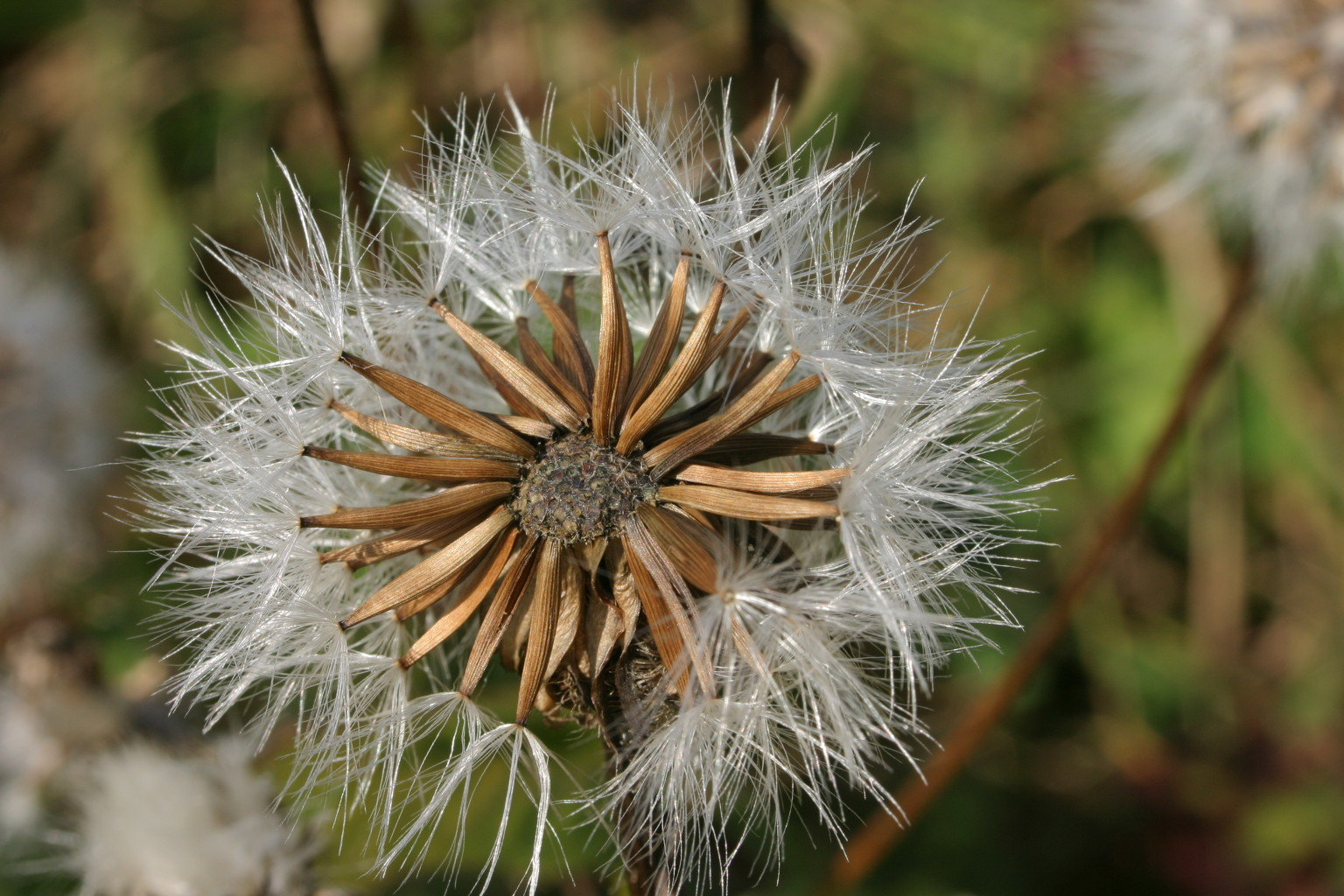
Crepis pyrenaica

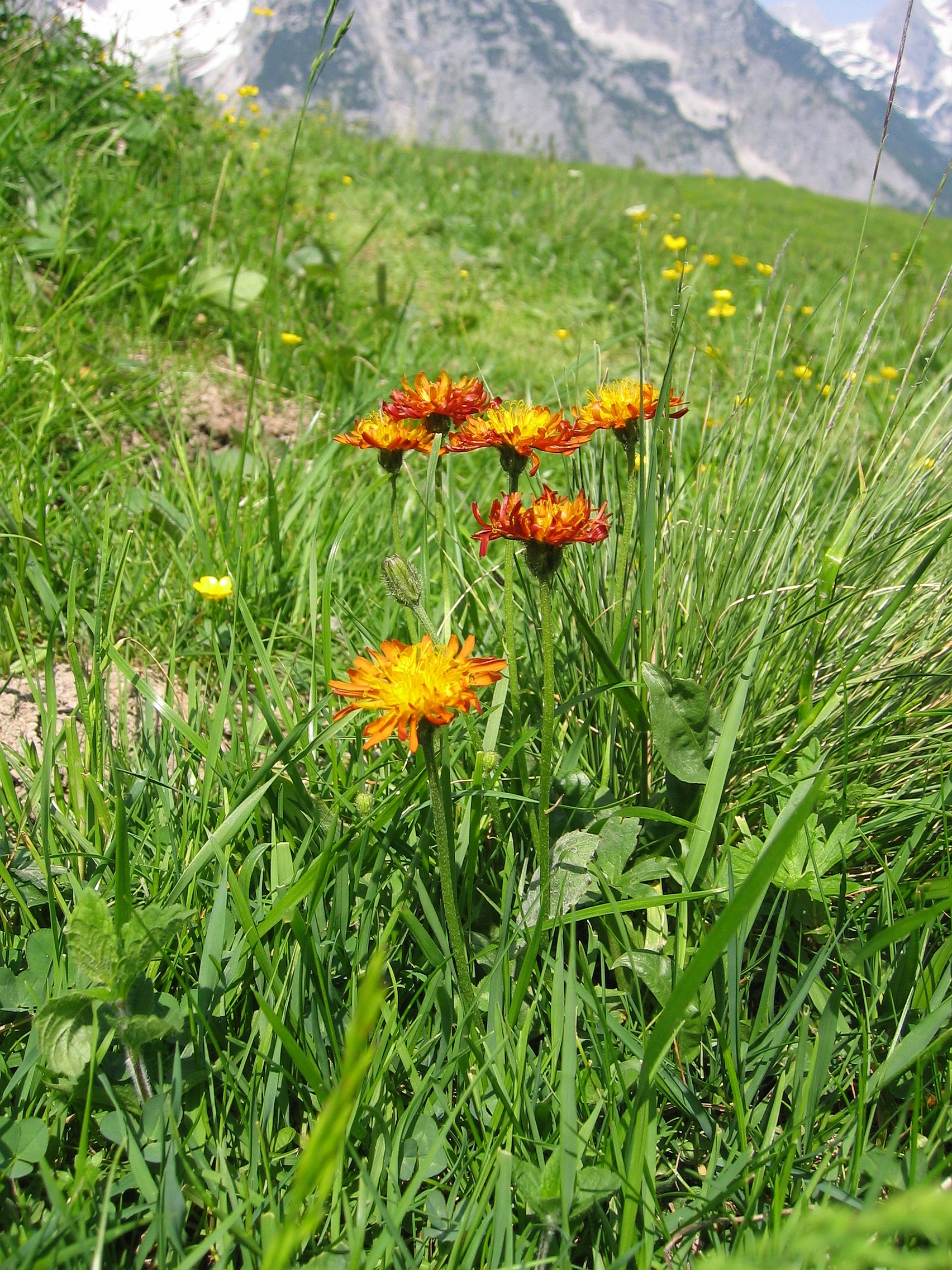
Crepis aurea

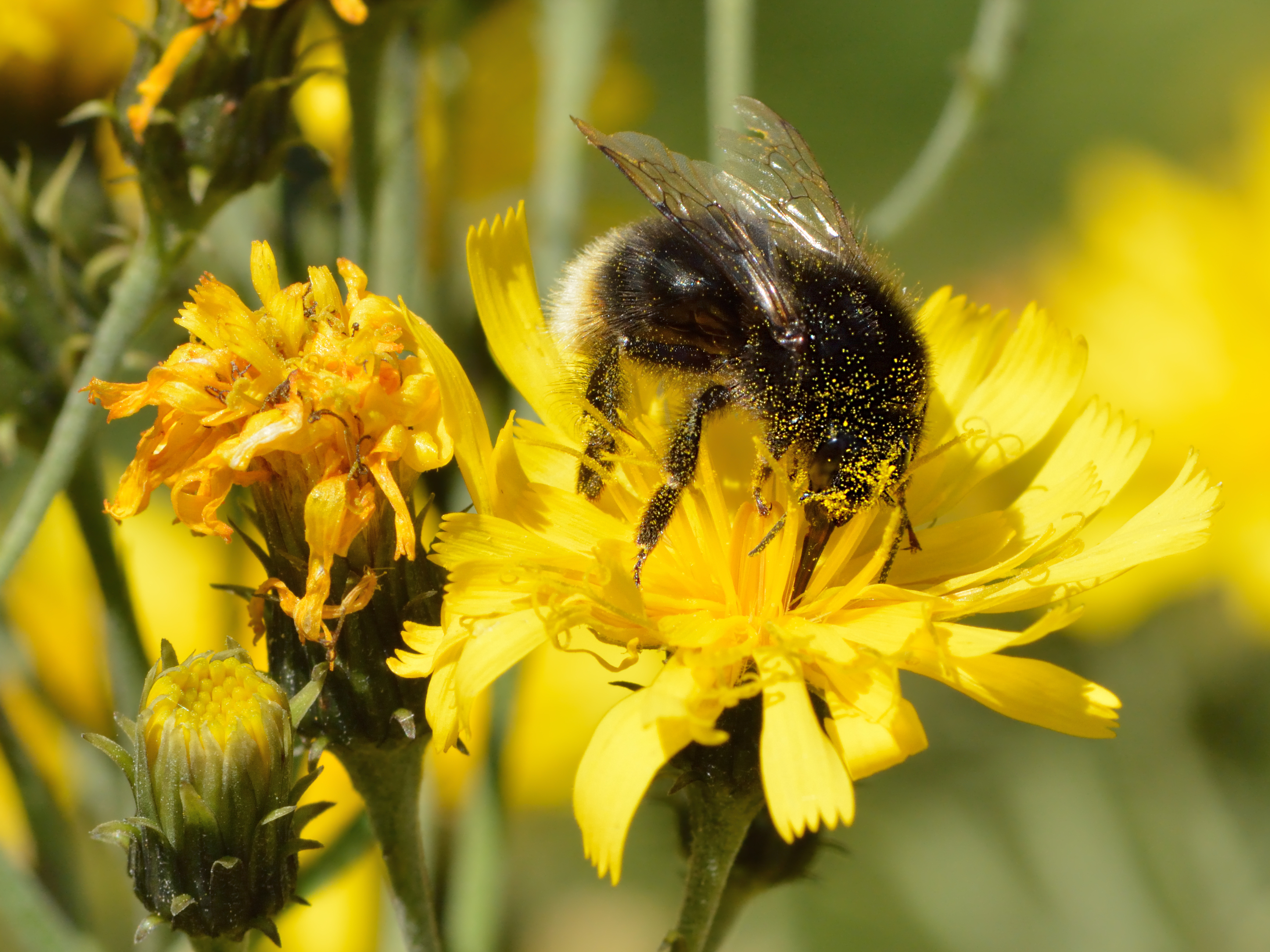
Crepis flowers attracts bumblebees

- Crepis acuminata – tapertip hawksbeard, longleaf hawk's-beard
- Crepis alpestris
- Crepis alpina
- Crepis aspera
- Crepis atribarba – dark hawk's-beard, slender hawk's-beard
- Crepis aurea – golden hawk's-beard
- Crepis bakeri – Baker's hawksbeard
- Crepis barbigera – bearded hawk's-beard
- Crepis biennis – rough hawksbeard
- Crepis bungei
- Crepis bursifolia – Italian hawksbit
- Crepis capillaris – smooth hawksbeard, green crepis
- Crepis conyzifolia
- Crepis dioscoridis
- Crepis foetida – stinking hawksbeard, roadside hawk's-beard
- Crepis incana – pink dandelion
- Crepis intermedia – limestone hawksbeard, small-flower hawk's-beard
- Crepis kotschyana
- Crepis micrantha
- Crepis modocensis – Modoc hawksbeard, Siskiyou hawksbeard
- Crepis mollis – northern hawksbeard
- Crepis monticola – mountain hawksbeard
- Crepis nicaeensis – French hawksbeard, Turkish hawksbeard
- Crepis occidentalis – largeflower hawksbeard, gray hawk's-beard, western hawk's-beard
- Crepis palaestina[2]
- Crepis paludosa – marsh hawksbeard
- Crepis pannonica – pasture hawksbeard
- Crepis phoenix
- Crepis pleurocarpa – nakedstem hawksbeard, naked hawk's-beard
- Crepis pontana
- Crepis praemorsa – leafless hawksbeard
- Crepis pulchra – small-flower hawk's-beard
- Crepis pyrenaica
- Crepis rubra – red hawksbeard, pink hawk's-beard
- Crepis runcinata – fiddleleaf hawksbeard
- Crepis sancta – holy hawksbeard
- Crepis setosa – bristly hawksbeard
- Crepis sibirica
- Crepis sodiroi
- Crepis tectorum – narrow-leaved hawksbeard
- Crepis thompsonii
- Crepis vesicaria – beaked hawksbeard, dandelion hawk's-beard, weedy hawk's-beard
- Crepis zacintha – striped hawksbeard